# عرائس البحر
السُّحَل أو عَرَائِسُ البَحْرِ والمفرد عَرُوسُ البَحْرِ .أو عَرُوسَةُ البَحْرِ سمك في البحار الاستوائية وهو أنواع كثيرة.

## انظر أيضُا
- سمكة الفراشة
- سمكة الفراشة العربية
- سحل فضي